# Vélodrome André Pétrieux
Vélodrome André Pétrieux, ofta bara kallad Vélodrome de Roubaix, är en utomhusvelodrom med en banlängd på 500 m, som stod färdigbyggd 1936  i Roubaix i det franska departementet Nord. Den ersatte en tidigare velodrom som var byggd 1895 och som revs 1924. För att göra reklam för denna första velodrom skapades loppet Paris–Roubaix, med målgång på velodromen, 1896. Sedan 1943 har målgången i loppet legat på den nya velodromen, med undantag för åren 1986 till 1988 då banbeläggningen lades om och målet låg på Avenue des Nations-Unies.
Anläggningen är uppkallad efter André Pétrieux som var en av grundarna av Roubaix cykelklubb, Velo-Club Roubaix.
Velodromen är också känd för omklädningsrummet i cykelklubbens lokaler med sina små öppna dusch- och omklädningsbås, vilka vart och ett har fått namn efter en tidigare segrare i Paris–Roubaix och i vilka deltagarna kan skölja av sig den värsta leran. Strax innan cyklisterna kommer in på velodromen ligger den sista gatstenssträckan, Espace (eller Allée) Charles Crupelandt, anlagd till loppets 100-årsjubileum 1996 mitt i Avenue Roger Salengro och uppkallad efter Charles Crupelandt (den ende vinnaren från Roubaix), där alla segrare i loppet har en egen gatsten med namn och år. I Paris–Roubaix kommer cyklisterna från sydväst in på gatstenssträckan och där denna tar slut svänger de åt höger in på Rue Alexandre Fleming och svänger där höger mitt för Velo-Cliub Roubaix in mitt på velodromens nordvästra långsida, kör motsols på denna och går i mål mittför läktaren.
Velodromen har också varit mål i flera etapper av Tour de France, speciellt från 1948 till 1985, senast 2018.
Arenan och den omgivande Parc-des-Sports har också använts till världscuptävlingar i cykelcross 2006–2012. Velodromens innerplan har framför allt använts till rugby- och fotbollsmatcher (det ligger flera träningsplaner för dessa och andra sporter i och kring Parc-des-Sports, men velodromen har en läktare).
Just norr om utomhusvelodromen invigdes 2012 en inomhusvelodrom (banlängd 250 m), Vélodrome couvert régional Jean-Stablinski, i folkmun "Le Stab", med en BMX-bana strax utanför.

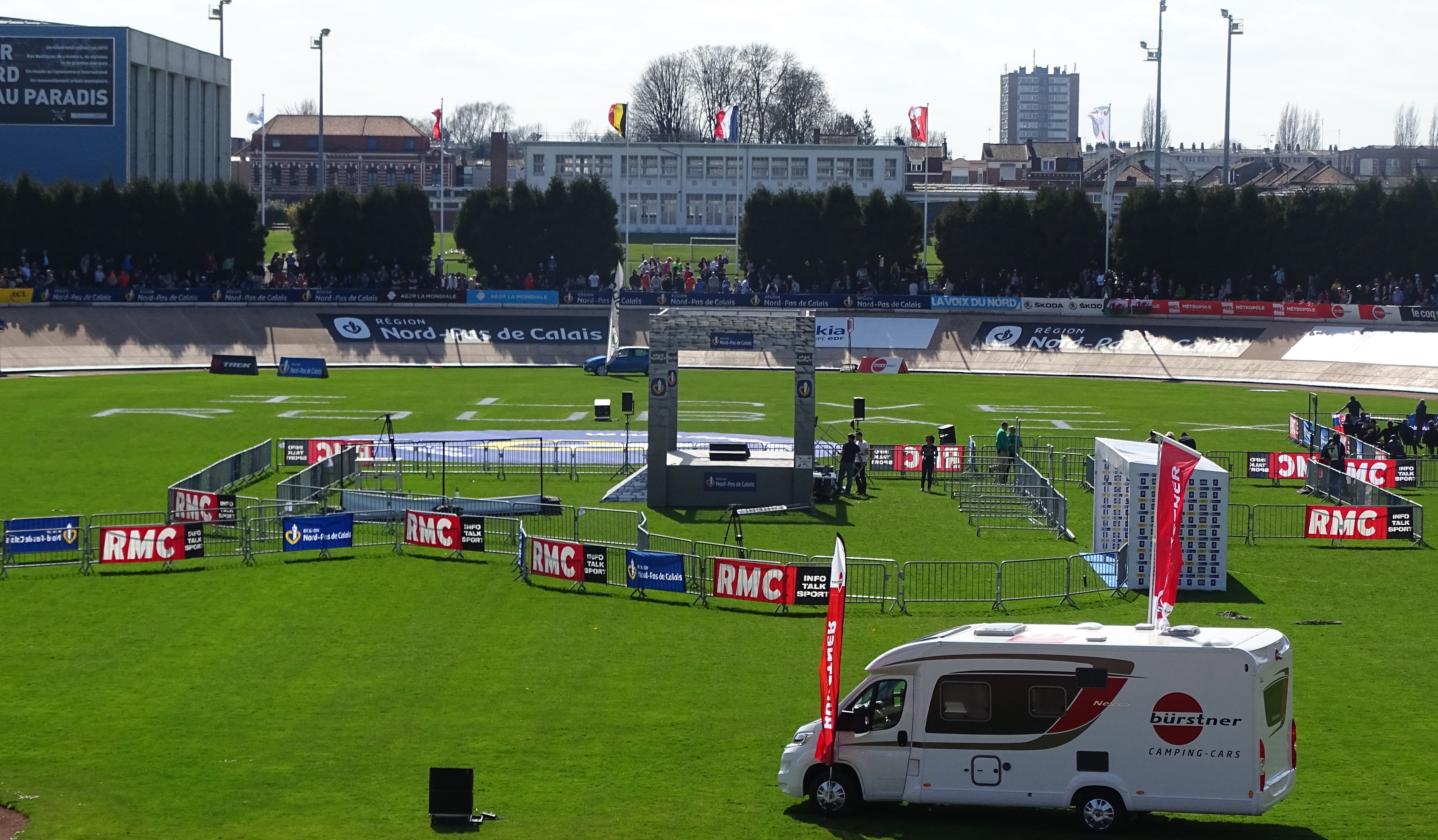
Velodromen före cyklisternas ankomst vid Paris–Roubaix 2015. Mitt på innerplanen förbereds podiet inför den kommande prisutdelningen.
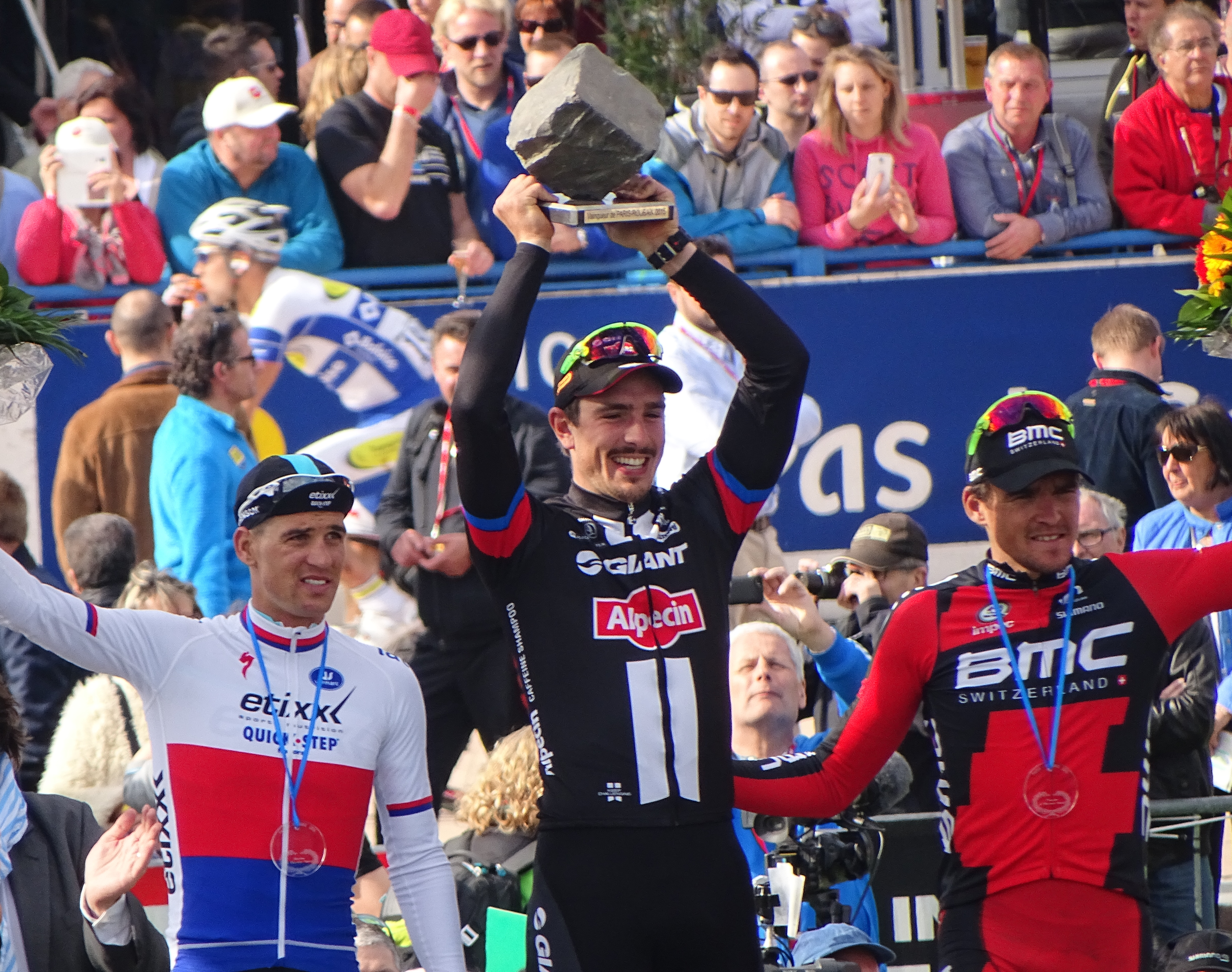
John Degenkolb lyfter gatstenen vid prisutdelningen i Paris–Roubaix 2015. Till vänster tvåan Zdeněk Štybar och till höger trean Greg Van Avermaet.
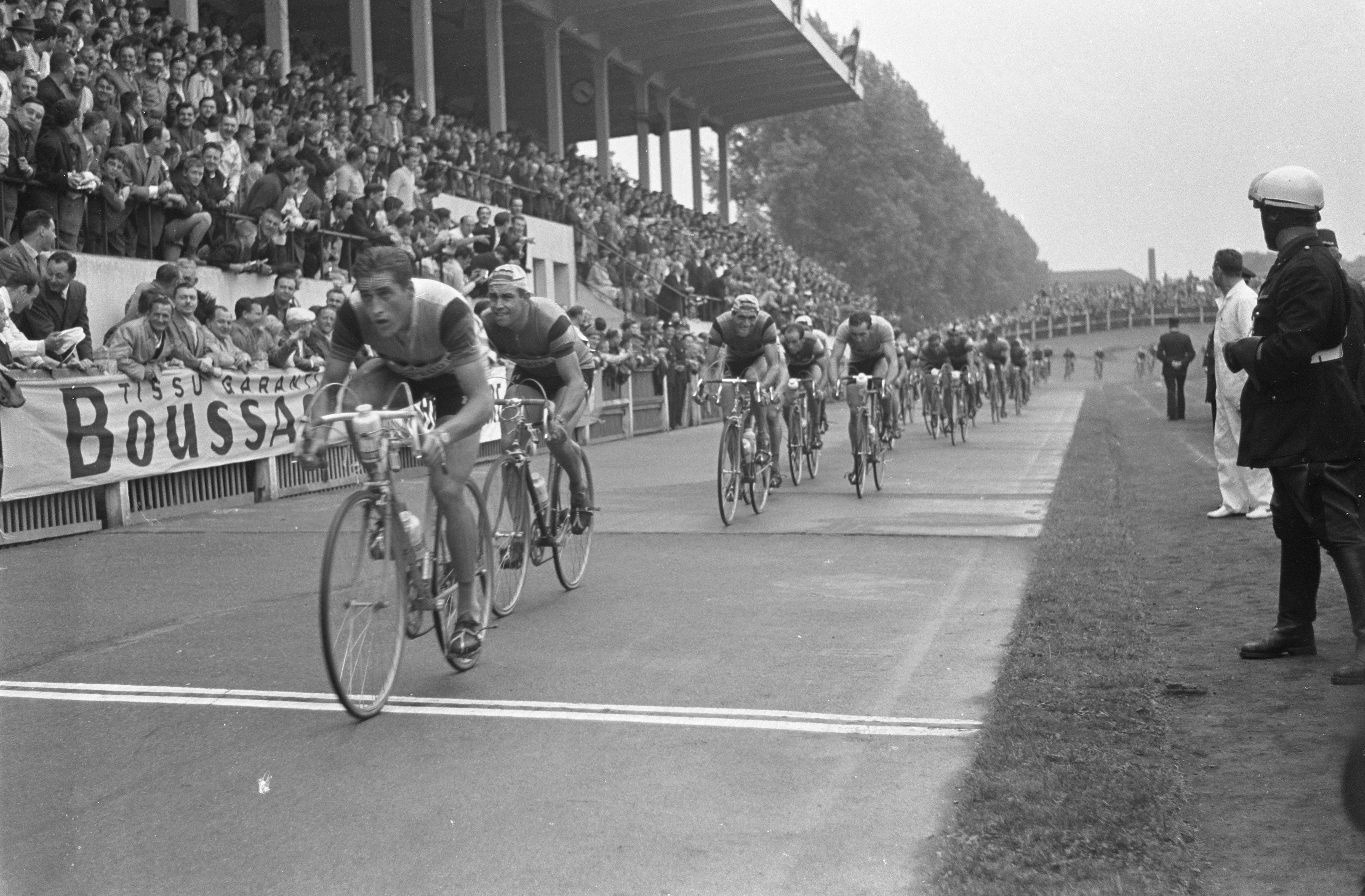
Målgång i etapp 2 av Tour de France 1961.
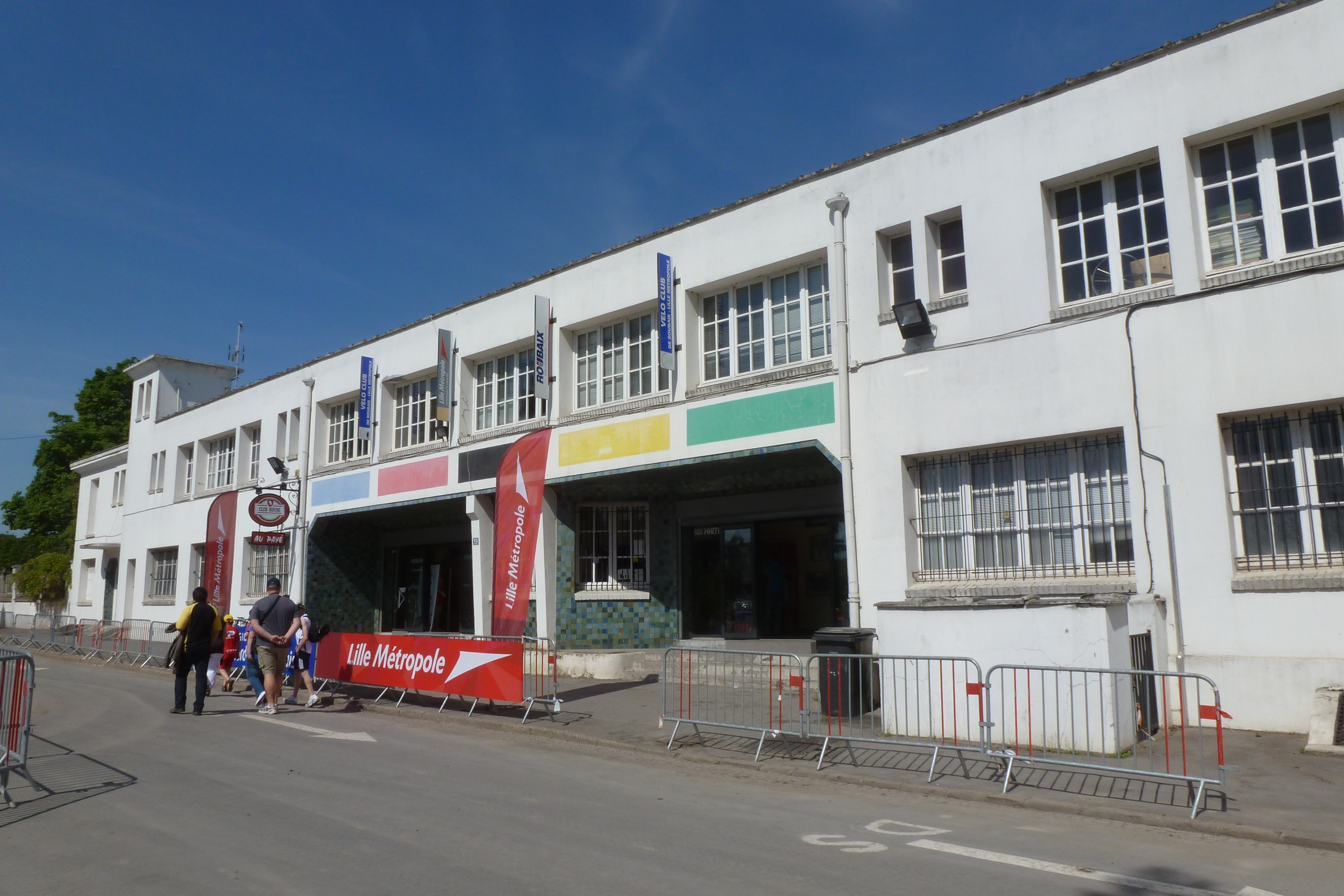
Velo-Club Roubaix, med omklädningsrum och café, ligger just nordväst om velodromen.
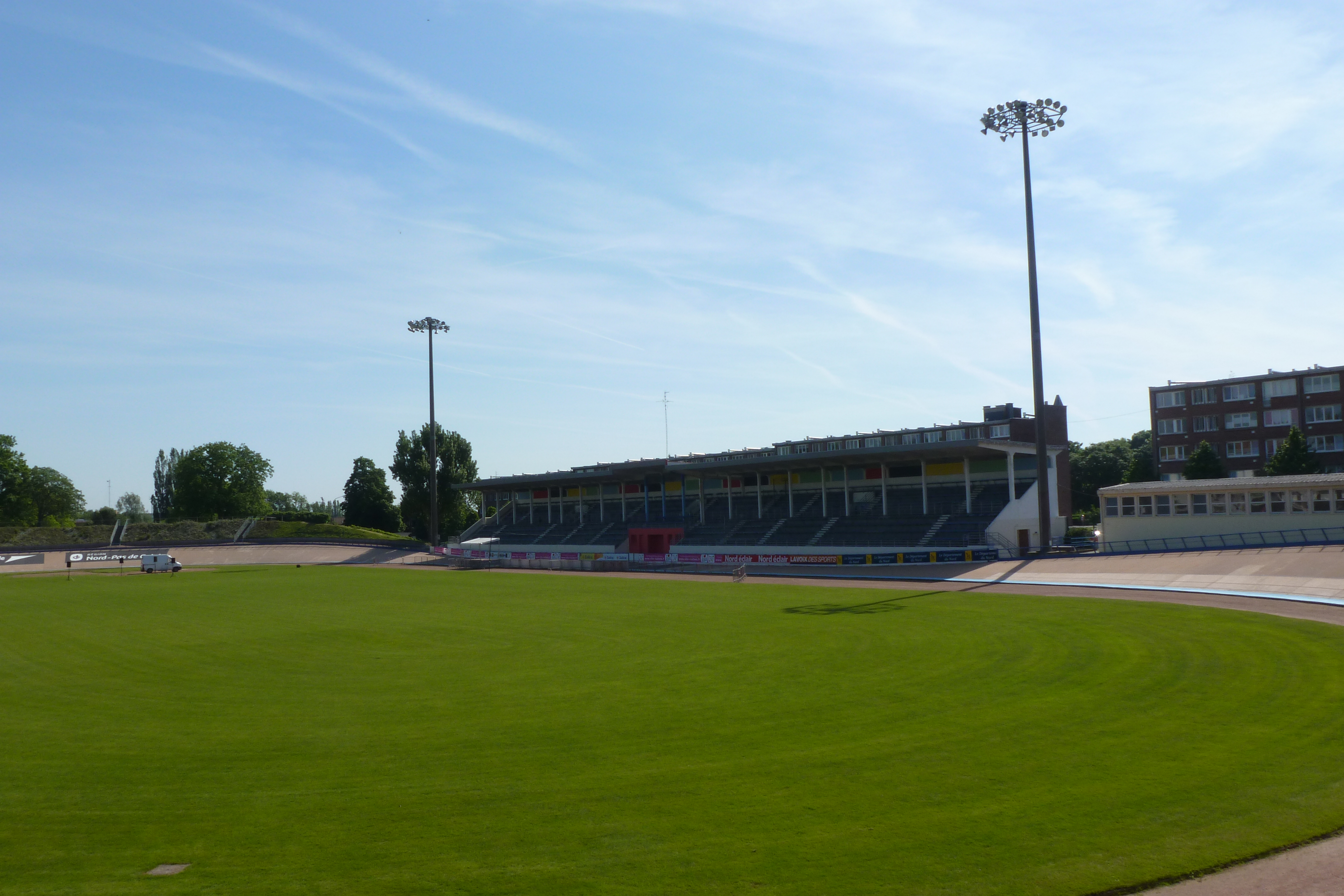
Läktarbyggnaden.
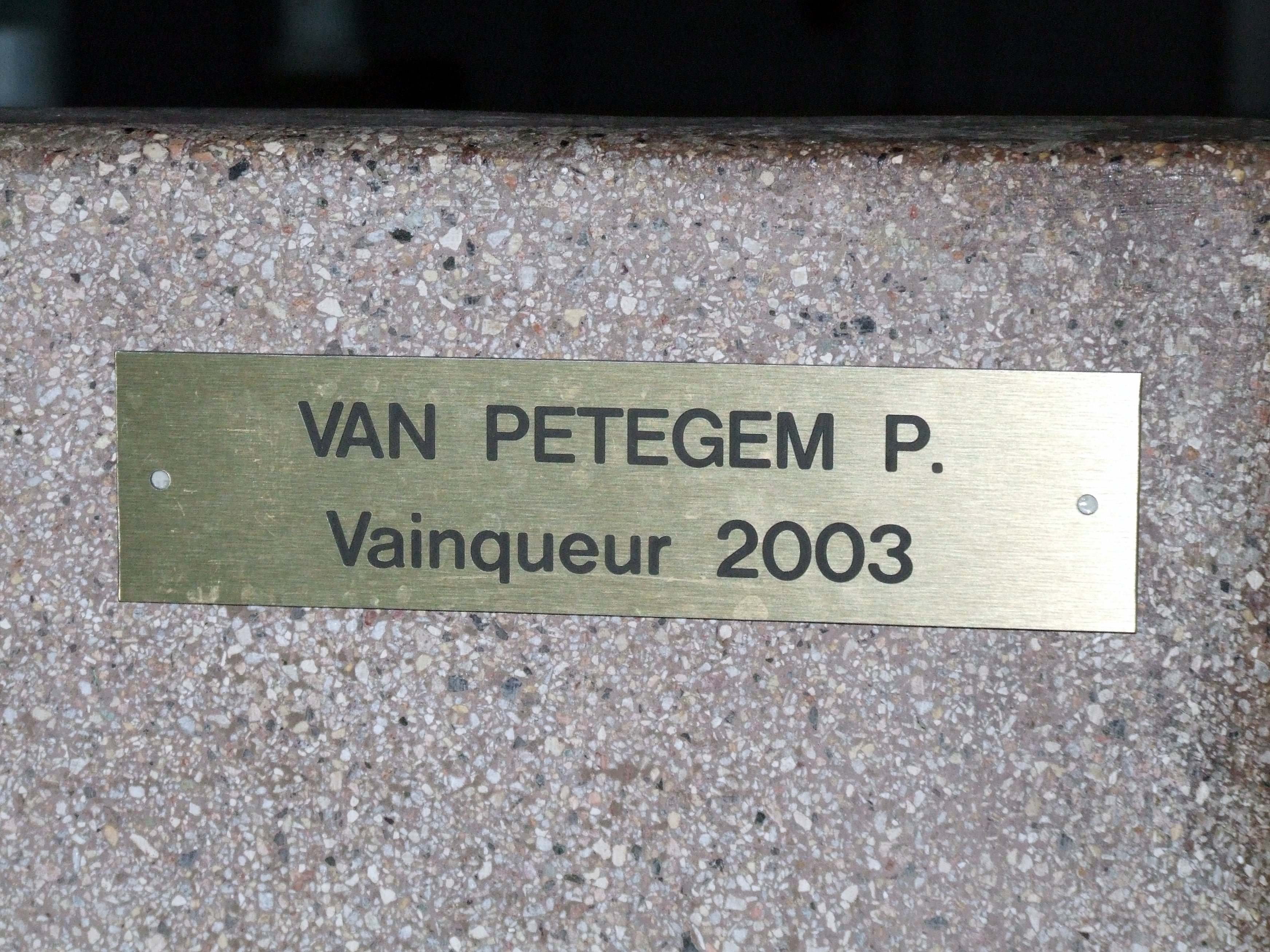
Skylt vid Peter Van Petegems duschbås.
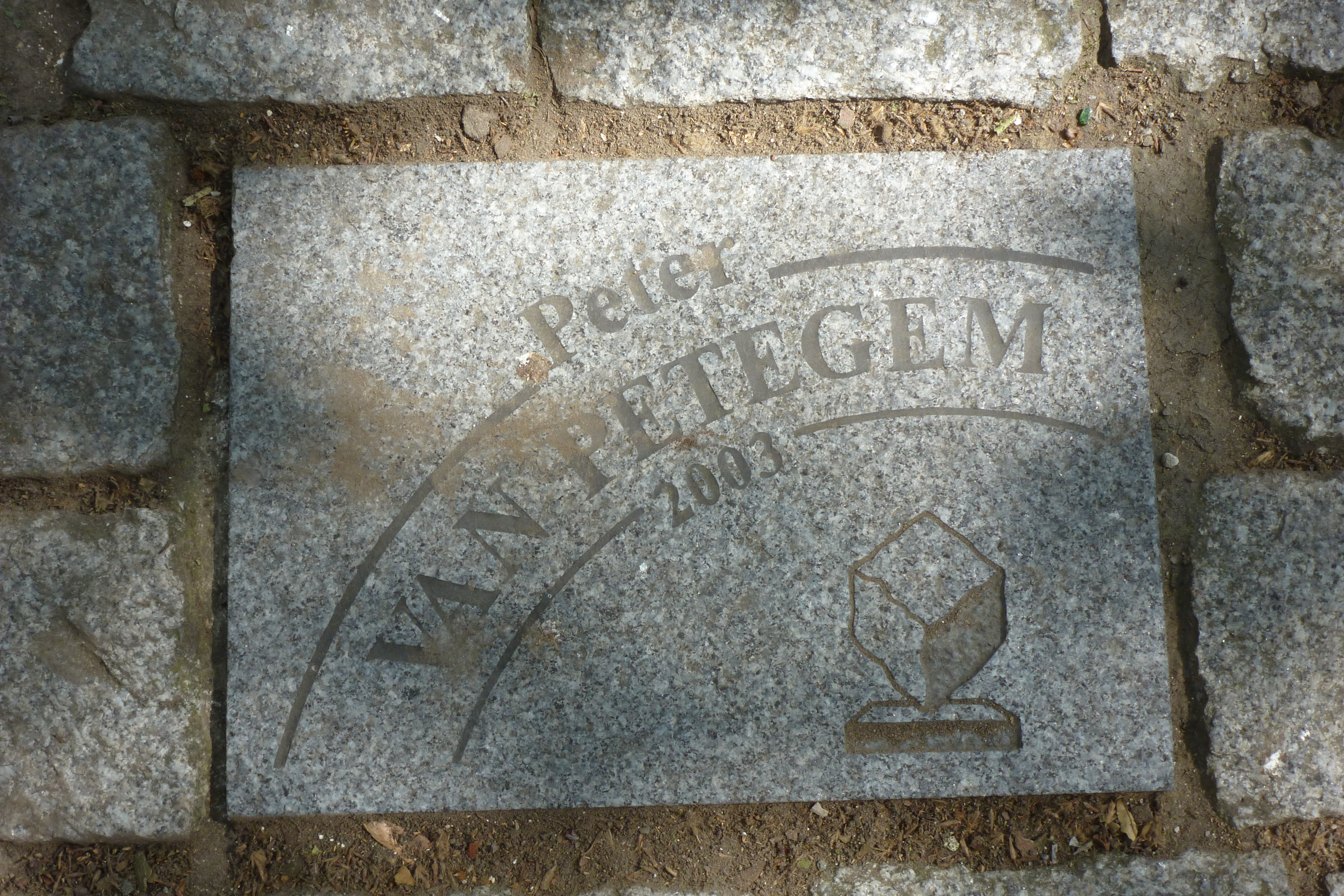
Peter Van Petegems gatsten på Espace Charles Crupelandt.
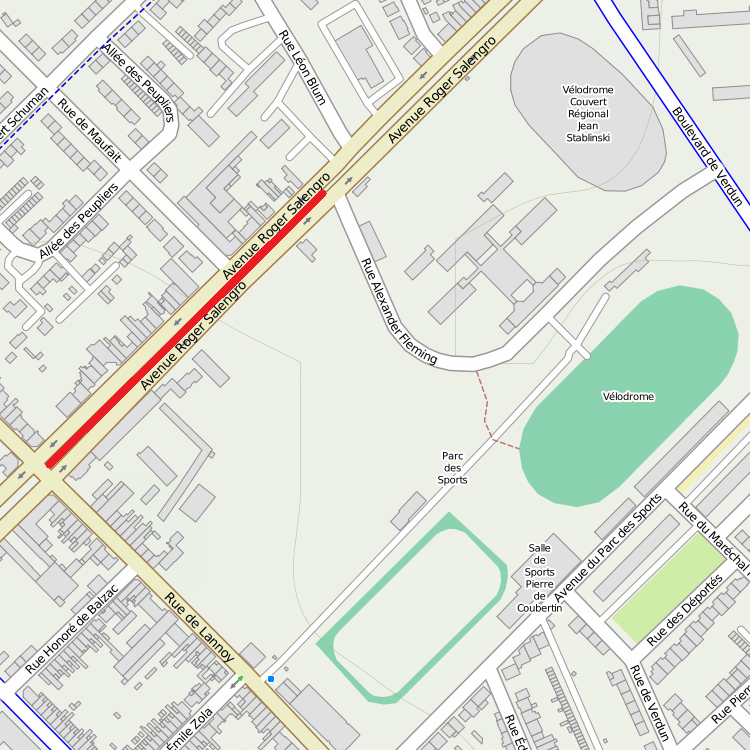
Den gröna ovalen är Vélodrome André Pétrieux, den grå ovalen "le Stab" och den röda linjen markerar Espace Charles Crupelandt.
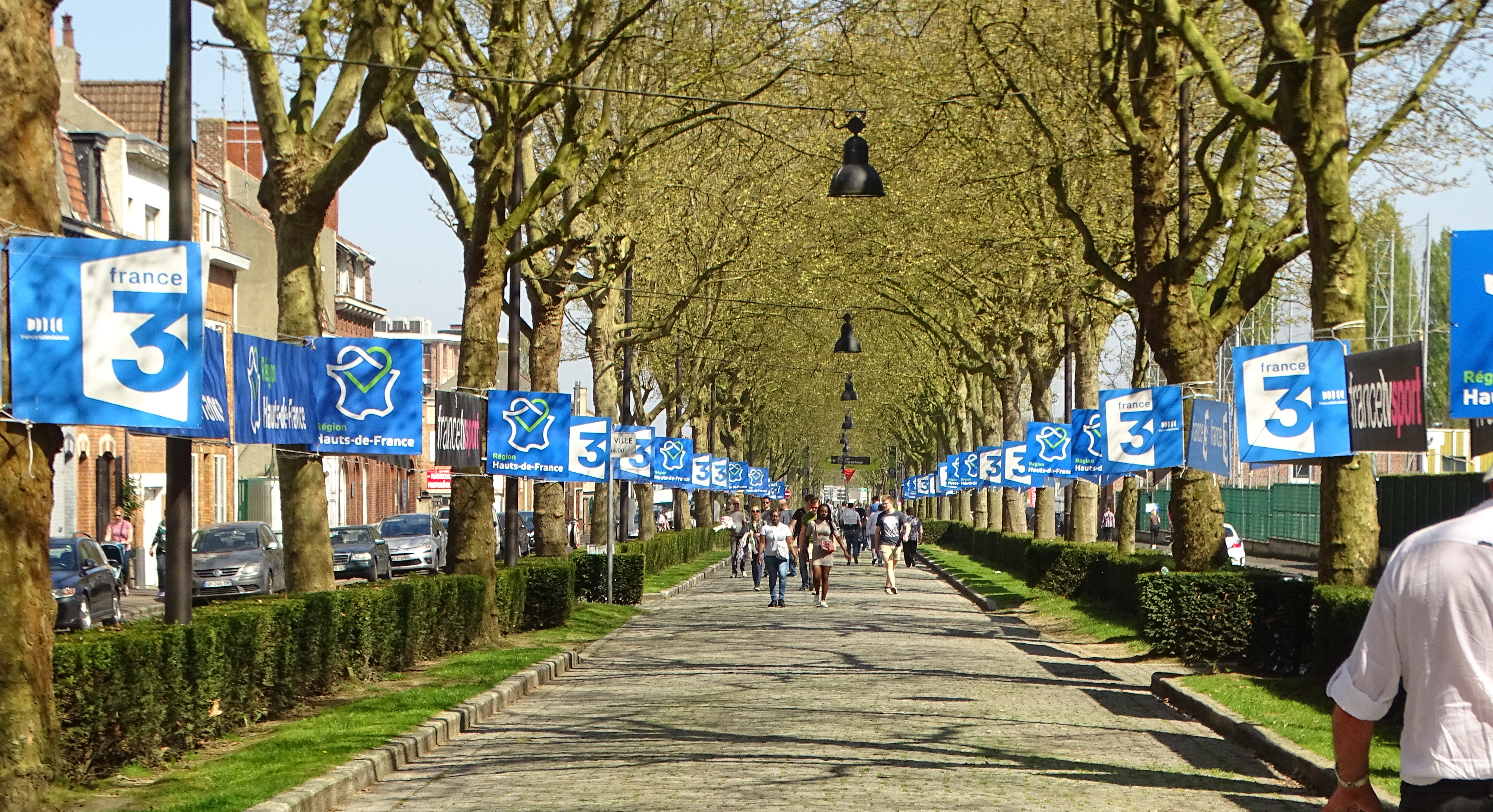
Espace Charles Crupelandt innan cyklisterna ankommer (sedd från sydväst den 9 april 2017). Mitt i bilden hänger "La flamme rouge", den röda vimpel som markerar att det är en kilometer kvar till mållinjen.
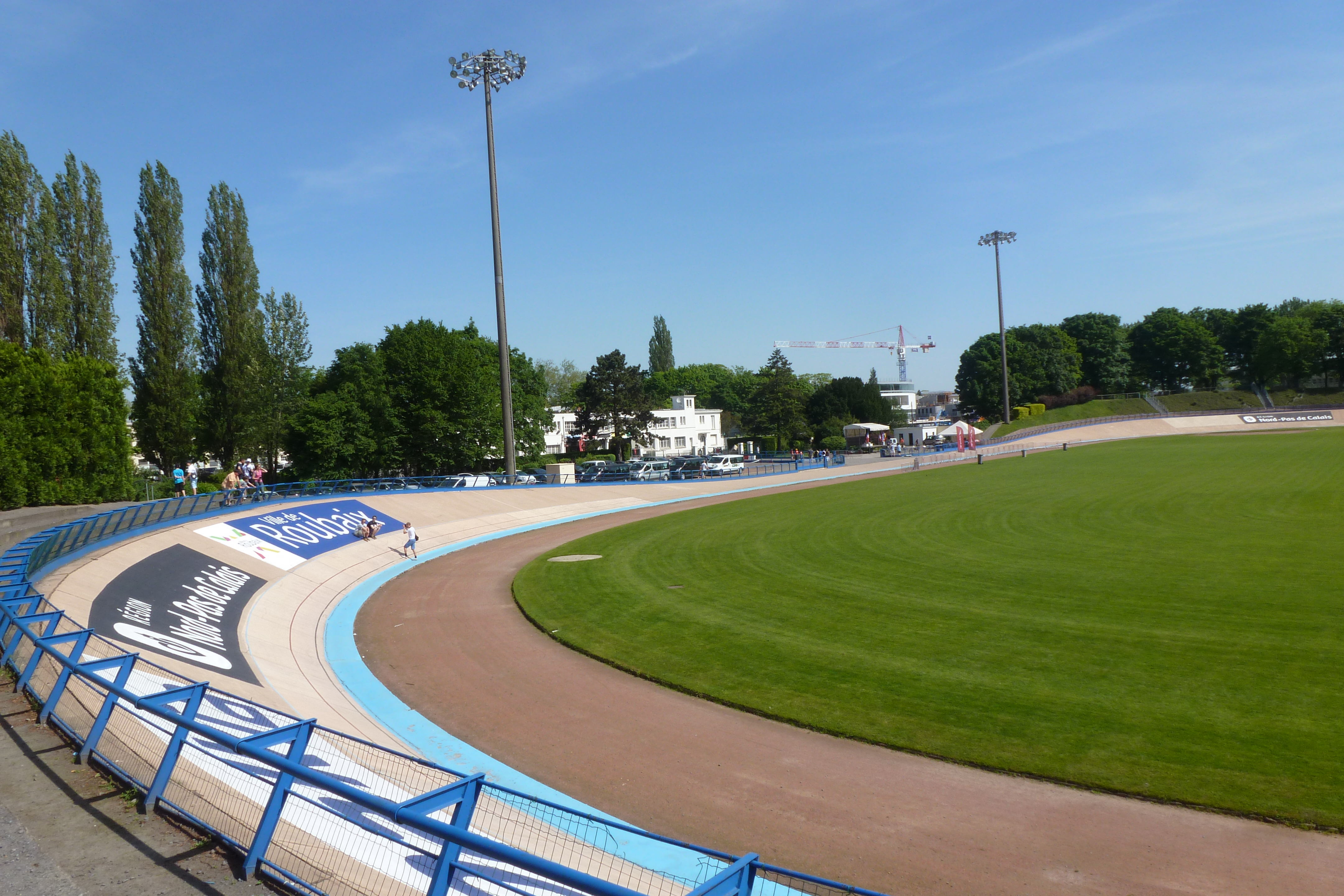
Vy norrut från den sydvästra kurvan. Den vita byggnaden är Velo-Club Roubaix och vid byggkranen ser man ett "hörn" av den, när bilden togs, ännu inte helt färdigbyggda "Le Stab".
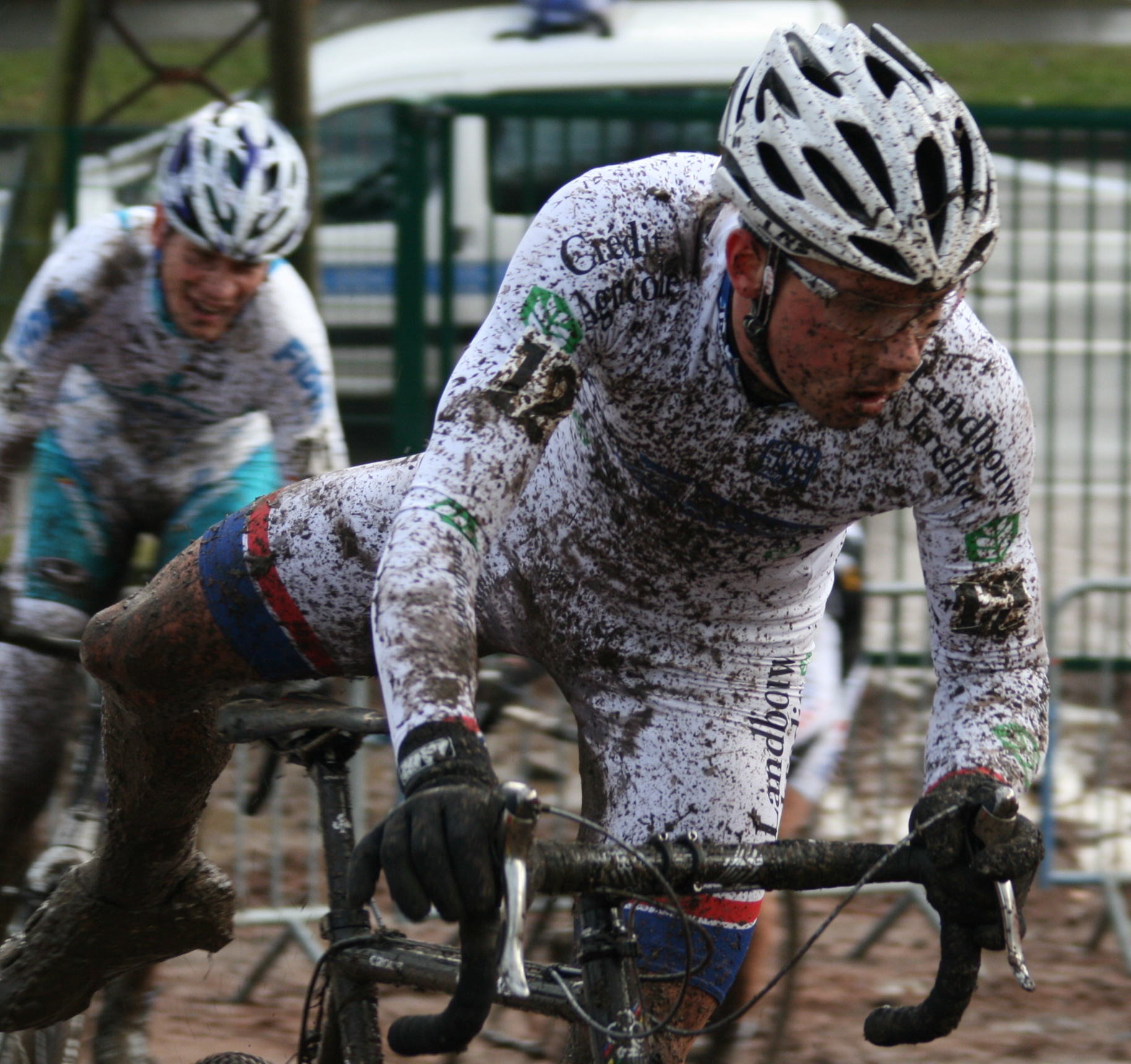
Sven Nys vid världscuptävlingen i cykelcross i Roubaix 2009.